# 宇宙の年齢
宇宙年齢（うちゅうねんれい、日本語表記揺れ：宇宙の年齢。英: age of the universe）とは、始点から現時点（観測点）までの宇宙の経過時間を指す、天文学における慣用表現。始点については、ビッグバンに求めるのが20世紀後半以降現在の定説になっている。
最新情報は、人工衛星プランクによる2013年の観測知見で、137.99
(± 0.21) 億年と算出された。誤差の数値はいくつかの研究プロジェクトの結果をすりあわせて得られた。観測装置と観測手法の発達は宇宙年齢を極めて正確に測定するところまで来ている。この研究プロジェクトには、宇宙背景放射の観測と、宇宙膨張の測定が含まれる。背景放射の測定はビッグバン以来の宇宙の冷却時間を教え、宇宙膨張の測定は宇宙年齢を計算するための精密なデータを提供する。

## 膨張
Λ-CDMモデルは、宇宙初期の一様で高温・高密度の状態から現在までの138億年にわたる進化を記述する。このモデルは理論的によく調べられており、最近のWMAPのような高精度の宇宙観測によって強く支持される。
Λ-CDMモデルに従う膨張の時間、すなわちビッグバン以来の時間よりも、宇宙の歴史は理論上は長い可能性があるが、宇宙理論家はこれを「宇宙年齢/宇宙の年齢」としている。

## 天体観測による下限
あらゆる天体は宇宙より若いはずであり、天体を観測して年齢を推定することで、宇宙年齢の下限が導き出せる。
宇宙年齢の観測については多くの方法があり、最も低温な白色矮星の温度と赤色矮星のターンオフポイントを含んでいる。これには観測限界があるがそれは多くが宇宙年齢と同じか同程度と考えられている。
宇宙は膨張するに従い徐々に冷えていくので電磁波の放射が弱くなることも観測方法のひとつとして数えられる。
年齢が測定されている中で最も古い天体は、てんびん座にあるHD 140283の (144.6 ± 8.0) 億年である。下限値に近い値ならば上記の宇宙年齢とも矛盾しない。

## 宇宙論

ダークエネルギーを考慮しない場合の宇宙膨張の模式図。
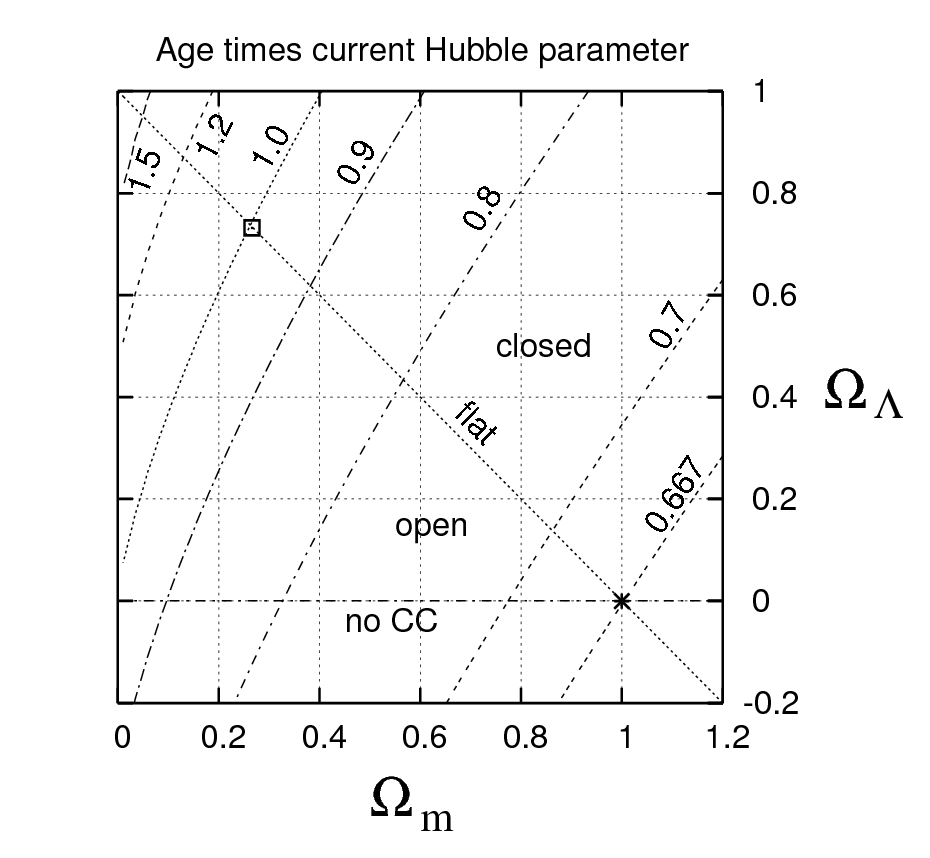
{\displaystyle \Omega _{\mathrm {m} }}・{\displaystyle \Omega _{\mathrm {\Lambda } }}と、宇宙の年齢がハッブル時間の何倍かの値。

### ハッブル時間
宇宙論の方面から宇宙の年齢を計算するなら、最も重要なのはハッブル定数である。
ハッブルの法則によれば、あらゆる銀河は距離に比例した速度で遠ざかっており、その比例定数がハッブル定数である。膨張速度が一定ならば、ハッブル定数の逆数で定義される時間だけ過去には、全ての銀河は一点に集まっていたことになる（図の {\displaystyle \Omega =0}）。この時間をハッブル時間と呼ぶ。
小松英一郎ら (2008) によると、2008年時点で最も高精度なNASAのWMAP（ウィルキンソン・マイクロ波異方性探査機）による観測に、他のいくつかの観測を加味した結果、ハッブル定数は (70.5±1.3) km/s/Mpc 、ハッブル時間は (138.7 ± 2.6) 億年である。しかし、このハッブル時間をそのまま宇宙の年齢と考えていいかは議論の余地がある。宇宙膨張は加速や減速をするからである。

### Ωパラメータ
現在のΛCDM宇宙モデルでは、物質は万有引力により宇宙膨張を減速させ、ダークエネルギーは万有斥力により宇宙膨張を加速させる。宇宙論パラメータとしては、物質の量は全物質密度パラメータ{\displaystyle \Omega _{\mathrm {m} }}、ダークエネルギーの量はダークエネルギー密度パラメータ{\displaystyle \Omega _{\mathrm {\lambda } }}で表される。宇宙年齢は、{\displaystyle \Omega _{\mathrm {m} }}・{\displaystyle \Omega _{\mathrm {\Lambda } }} で決まるある定数をハッブル時間に掛けた値となる。
以前は、自明のこととして宇宙定数は0、つまり {\displaystyle \Omega _{\mathrm {\lambda } }=0} と考えられていた。その場合、宇宙膨張は減速するだけなので、係数は1より小さい。つまり、宇宙年齢はハッブル時間より短い。もし宇宙が平坦なら、つまり {\displaystyle \Omega =\Omega _{\mathrm {m} }=1} なら、その係数は2/3となる。
WMAPの観測によれば、{\displaystyle (\Omega _{\mathrm {m} },\Omega _{\mathrm {\lambda } })=(0.266,0.732)} で、これから計算される係数は0.996である。結局、宇宙年齢はハッブル時間とほとんど同じとなる。
小松英一郎ら (2008) のWMAP等に基づく計算では、宇宙年齢は (137.2 ± 0.12) 億年である。

## WMAPの観測
WMAP等による初期の観測では、宇宙年齢は (137.2 ± 1.2) 億年とされている。観測誤差は1億2000万年である。しかしこの計算結果はプロジェクトの基本的な計算モデルが正しいという仮説に基づいており、宇宙の計算に関する他のメソッドは異なった年齢を算出するかもしれない。例えば、相対論的粒子の余分な宇宙背景放射を仮定するとWMAPの誤差範囲を1桁拡大できる。その後、より精密な値として (137.72±0.59) 億年が与えられ、人工衛星プランクが2013年に別の値を求めるまで最も正確な値であった。
デカップリングの表面（再結合時点の宇宙の全体サイズ）のサイズを決定する宇宙マイクロ波背景放射のパワー・スペクトルにおける最初のスペクトルのピーク位置を使用することによって、この測定は行われる。この表面（使用される解析結果による）への光の移動時間は宇宙の信頼できる年齢をもたらす。モデルの正当性はこの年齢に対しほぼ1パーセントの誤差をもたらしていたと仮定する。